# Sébastien Vaillant
Sébastien Vaillant (ur. 26 maja 1669 w Vigny, zm. 20 maja 1722 w Paryżu) – francuski botanik i mykolog.

## Życiorys
Vaillant studiował medycynę w Pontoise, a następnie przeniósł się do Paryża. Studiował tutaj botanikę w Jardin des Plantes u Josepha Pittona de Tournefort. Dzięki protekcji królewskiego lekarza i botanika Guy-Crescent Fagona uzyskuje nieograniczony dostęp do królewskich ogrodów. W 1708 r. zostaje ich zarządcą. Znacznie powiększa kolekcje roślin i buduje szklarnię do uprawy sukulentów. W 1716 r. zostaje członkiem Francuskiej Akademii Nauk.

## Praca naukowa
Vaillant podczas swojego inauguracyjnego wykładu w królewskim ogrodzie botanicznym opisał płciowe rozmnażanie roślin. Wykład ten był także krytyką błędnych interpretacji bardzo wówczas znanego botanika Josepha Pittona de Tournefort, który np. pręciki uważał za narządy wydalnicze roślin. Dziełem życia Vaillanta był Botanicon parisiense – alfabetyczne wyliczenie roślin rosnących w Paryżu i wokół niego. Wprowadza w nim po raz pierwszy pojęcia i opisy roślinnych narządów rozrodczych takich jak pręcik, słupek, zalążnia i zalążek. Była to pierwsza nowoczesna flora roślin. Nie znalazł jednak wydawcy, który zgodziłby się go wydać. Dzieło to zostało wydane dopiero 5 lat po jego śmierci. Doskonałe ryciny wykonał rytownik Jan Wandelaar.
Vaillant zebrał duży zielnik, który przechowywany jest w Narodowym Muzeum Historii Naturalnej.
Opisał nowe taksony grzybów i roślin. W ich naukowych nazwach dodawany jest skrót jego nazwiska Vaill.